# 조광 (촉한)
조광(趙廣, ? ~ 263년?)은 중국 후한 말~ 삼국시대 촉한의 장수로 조운(趙雲)의 차남이다. 그의 형은 조통(趙統)이다.

## 사적
본래 아버지의 무덤이 있는 금병산을 지켰으나 아문장으로서 강유의 북벌에 종군하여 답중(沓中) 전투에 나갔으나 패배했고 자신도 전사했다.